# 横川目村
横川目村（よこかわめむら）は、1955年（昭和30年）まで岩手県和賀郡にあった村。現在の北上市和賀町横川目・和賀町竪川目にあたる。

## 地理
- 河川：和賀川

## 沿革
- 1889年（明治22年）4月1日 - 町村制施行にともない、横川目村と竪川目村が合併して新制の東和賀郡横川目村が発足。
- 1897年（明治30年）4月1日 - 郡の統合により東和賀郡と西和賀郡が合併し、和賀郡が復活[1]。和賀郡横川目村となる。
- 1955年（昭和30年）4月1日 - 岩崎村・藤根村と合併し、和賀村となる。

## 行政
- 歴代村長

| 代 | 氏名       | 就任                       | 退任                       | 備考 |
| -- | ---------- | -------------------------- | -------------------------- | ---- |
| 1  | 高橋五郎   | 1889年（明治22年）6月6日   | 1892年（明治25年）8月13日  |      |
| 2  | 松田栄太郎 | 1892年（明治25年）10月14日 | 1896年（明治29年）10月3日  |      |
| 3  | 高橋浅吉   | 1896年（明治29年）10月12日 | 1900年（明治33年）10月1日  |      |
| 4  | 菊池清七   | 1900年（明治33年）10月24日 | 1904年（明治37年）10月23日 |      |
| 5  | 高橋浅吉   | 1906年（明治39年）3月14日  | 1907年（明治40年）1月24日  | 再任 |
| 6  | 菊池市太郎 | 1907年（明治40年）1月24日  | 1911年（明治44年）1月23日  |      |
| 7  | 菊池富次郎 | 1911年（明治44年）2月8日   | 1914年（大正3年）10月7日   |      |
| 8  | 菊池市太郎 | 1914年（大正3年）12月8日   | 1918年（大正7年）12月5日   | 再任 |
| 9  | 小原末松   | 1919年（大正8年）3月3日    | 1927年（昭和2年）2月27日   |      |
| 10 | 菊池市太郎 | 1927年（昭和2年）5月10日   | 1931年（昭和6年）5月9日    | 三任 |
| 11 | 菊池金蔵   | 1931年（昭和6年）5月10日   | 1935年（昭和10年）5月9日   |      |
| 12 | 小原末松   | 1935年（昭和10年）5月10日  | 1945年（昭和20年）11月20日 | 再任 |
| 13 | 照井九郎   | 1945年（昭和20年）12月29日 | 1946年（昭和21年）11月26日 |      |
| 14 | 高橋芳雄   | 1942年（昭和22年）4月5日   | 1951年（昭和26年）4月4日   |      |
| 15 | 高橋藤八   | 1951年（昭和26年）4月30日  | 1955年（昭和30年）3月31日  |      |

## 交通

### 鉄道
- 国鉄横黒線：横川目駅